# Purpureicephalus spurius
Il parrocchetto capirosso (Purpureicephalus spurius (Kuhl, 1820)) è un uccello della famiglia Psittaculidae, endemico dell'Australia. È l'unica specie nota del genere Purpureicephalus.